# Hohenbrugg-Weinberg
Hohenbrugg-Weinberg là một đô thị thuộc huyện Feldbach trong bang Steiermark, nước Áo. Đô thị Hohenbrugg-Weinberg có diện tích 15,59 km², dân số cuối năm 2005 là 257 người.